# Marian Engel
Marian Engel, (Toronto, 24 de mayo de 1933 – 16 de febrero de 1985) fue una novelista canadiense en lengua inglesa. Miembro fundadora de la Unión de Escritores de Canadá (1973). Su obra más famosa es Bear (en español: Oso), una historia erótica entre una bibliotecaria y un oso.

## Vida
Marian Engel vivió sus primeros años en hogares de acogida antes de ser adoptada por el matrimonio Passmore. Su nueva familia cambió varias veces de domicilio, por lo que Marian creció en Galt, Sarnia y Hamilton, todas ellas poblaciones de la provincia de Ontario.
En 1955, recibió una licenciatura en estudios lingüísticos por la Universidad McMaster de Hamilton, Ontario, y en 1957 una maestría en literatura canadiense por la Universidad McGill de Montreal, Quebec. Desde 1960 hasta 1961 estudió literatura francesa con una beca de la Fundación Rotaria en la Universidad de Aix-Marsella en Aix-en-Provence, Francia.
Enseñó en los Estados Unidos (Universidad de Montana – Missoula), Canadá (McGill University) y Chipre (St. John's School en Nicosia).
En 1962 se casó con Howard Engel, locutor de la cadena de televisión CBC y exitoso escritor de novelas de misterio. Tuvieron dos hijos gemelos, William y Charlotte. Se divorciaron en 1977.
Engel fue una apasionada activista por los derechos de los escritores canadienses en el escenario nacional e internacional. Fue la primera presidenta de la Unión de Escritores de Canadá (1973–74). Fue nombrada Oficial de la Orden de Canadá en 1982.
Hasta su muerte en 1985, Marian Engel mantuvo un diario que utilizó como fuente de su ficción, y también mantuvo correspondencia con importantes escritores canadienses como Hugh MacLennan, Robertson Davies, Dennis Lee, Margaret Atwood, Timothy Findley, Alice Munro, Margaret Lawrence y muchos otros. Sus diarios fueron editados y publicados como Cuadernos de Marian Engel: "Ah, mon cahier, écoute ..." (1999). Sus cartas fueron recopiladas como Dear Marian: The MacLennan – Engel Correspondence (1995) y Marian Engel: Life in Letters (2004).
Engel murió de cáncer en Toronto, en 1985.
En 1986 se constituyó un premio en su memoria, el "Marian Engel Award", que premiaba escritoras canadienses por el conjunto de su obra. Este premio tuvo vigencia hasta 2007, en que se fusionó con el "Timothy Findley Award", que desde 2002 premiaba a escritores.

## Obras
En sus novelas e historias, Engel escribió con ingenio y gracia sobre la vida cotidiana de las personas contemporáneas, especialmente las mujeres. Escribió siete novelas, dos libros infantiles y dos colecciones de historias cortas.
- No Clouds of Glory (1968), (editada en USA en 1974 como Sarah's Bastard Notebook), novela
- The Honeyman Festival (1970), novela
- Monodromos (1973), también publicada como One - Way Street,[2] novela
- Adventure at Moon Bay Towers (1974), novela infantil
- Inside the Easter Egg (1975), cuentos
- Joanne: The Last Days of a Modern Marriage (1975),
- Bear (1976), novela ganadora del "Governor General's Award for Fiction" (1976)[2]
- My name is not Odessa Yarker (1977), novela
- The Glassy Sea (1978), novela
- Lunatic Villas (1981), (editada en USA como The Year of the Child), novela
- Islands of Canada (1981), con fotografías de J.A. Kraulis
- The Tattooed Woman (1985), cuentos (edición póstuma)